# Produits agroalimentaires traditionnels de Toscane
Les produits agroalimentaires traditionnels de Toscane, reconnus par le ministère des Politiques agricoles, alimentaires et forestières (MIPAAF) sur proposition du gouvernement de la région de Toscane, sont présentés dans la liste qui suit. La dernière mise à jour est du 7 juin 2012, date de la dernière révision des PAT (produits agroalimentaires traditionnels).

## Liste des produits
| N°  | Dénomination | Secteur                                                                                                |
| --- | --- | --- |
| 1   | Alkermes (alkermes di Firenze) | Boissons sans alcool, spiritueux et liqueurs                                                           |
| 2   | Amaro clementi elixir di Fivizzano (amaro di Fivizzano, china clementi di Fivizzano)                                                         | Boissons sans alcool, spiritueux et liqueurs                                                           |
| 3   | Aspretto di more | Boissons sans alcool, spiritueux et liqueurs                                                           |
| 4   | Biadina | Boissons sans alcool, spiritueux et liqueurs                                                           |
| 5   | China Massagli | Boissons sans alcool, spiritueux et liqueurs                                                           |
| 6   | Elisir di china di Pieve Fosciana | Boissons sans alcool, spiritueux et liqueurs                                                           |
| 7   | Gemma d'abeto | Boissons sans alcool, spiritueux et liqueurs                                                           |
| 8   | Vermouth di vino bianco | Boissons sans alcool, spiritueux et liqueurs                                                           |
| 9   | Agnello appenninico | Viandes (et abats) et leurs préparations                                                               |
| 10  | Agnello del Parco di Migliarino-San Rossore                                                                                                  | Viandes (et abats) et leurs préparations                                                               |
| 11  | Agnello di Zeri (agnello zerasco) | Viandes (et abats) et leurs préparations                                                               |
| 12  | Agnello massese | Viandes (et abats) et leurs préparations                                                               |
| 13  | Ammazzafegato toscano | Viandes (et abats) et leurs préparations                                                               |
| 14  | Barbina (guanciale) | Viandes (et abats) et leurs préparations                                                               |
| 15  | Bardiccio | Viandes (et abats) et leurs préparations                                                               |
| 16  | Biroldo della Garfagnana | Viandes (et abats) et leurs préparations                                                               |
| 17  | Biroldo delle Apuane | Viandes (et abats) et leurs préparations                                                               |
| 18  | Biroldo di Lucca (biroldo della Versilia, mallegato, buristo)                                                                                | Viandes (et abats) et leurs préparations                                                               |
| 19  | Biscotto di salsiccia di Sorano | Viandes (et abats) et leurs préparations                                                               |
| 20  | Boccone al fungo porcino di Coreglia, salamino al fungo, bocconcino                                                                          | Viandes (et abats) et leurs préparations                                                               |
| 21  | Bonzola | Viandes (et abats) et leurs préparations                                                               |
| 22  | Budelluzzo di Grosseto, busicchio | Viandes (et abats) et leurs préparations                                                               |
| 23  | Buristo, mallegato pisano, mallegato livornese, sanguinaccio                                                                                 | Viandes (et abats) et leurs préparations                                                               |
| 24  | Capocollo tipico senese, finocchiata | Viandes (et abats) et leurs préparations                                                               |
| 25  | Capretto delle Apuane | Viandes (et abats) et leurs préparations                                                               |
| 26  | Carne di cavallo di Comano, carne di puledro di Comano                                                                                       | Viandes (et abats) et leurs préparations                                                               |
| 27  | Carne di mucca pisana del Parco di Migliarino-San Rossore, mucco pisano                                                                      | Viandes (et abats) et leurs préparations                                                               |
| 28  | Carne di razza calvana | Viandes (et abats) et leurs préparations                                                               |
| 29  | Carne di razza maremmana | Viandes (et abats) et leurs préparations                                                               |
| 30  | Carne salata, carne del bigoncio | Viandes (et abats) et leurs préparations                                                               |
| 31  | Costolaccio | Viandes (et abats) et leurs préparations                                                               |
| 32  | Fasciata, pancetta arrotolata | Viandes (et abats) et leurs préparations                                                               |
| 33  | Fegatelli sott'olio (o sotto strutto) toscani                                                                                                | Viandes (et abats) et leurs préparations                                                               |
| 34  | Fegatello di maiale macinato pisano | Viandes (et abats) et leurs préparations                                                               |
| 35  | Filetto della Lunigiana | Viandes (et abats) et leurs préparations                                                               |
| 36  | Finocchiona toscana, finocchina | Viandes (et abats) et leurs préparations                                                               |
| 37  | Gallina mugellese, gallina mugginese | Viandes (et abats) et leurs préparations                                                               |
| 38  | Guanciale, gota | Viandes (et abats) et leurs préparations                                                               |
| 39  | Lardo vergine di maiale | Viandes (et abats) et leurs préparations                                                               |
| 40  | Lombo senese (lombo, lonzino, arista stagionata)                                                                                             | Viandes (et abats) et leurs préparations                                                               |
| 41  | Lonzino | Viandes (et abats) et leurs préparations                                                               |
| 42  | Manzo di Pozza della Garfagnana (carne garfagnina, carpaccio garfagnino)                                                                     | Viandes (et abats) et leurs préparations                                                               |
| 43  | Mezzone, bastardo | Viandes (et abats) et leurs préparations                                                               |
| 44  | Mocetta carrarina | Viandes (et abats) et leurs préparations                                                               |
| 45  | Mortadella della Lunigiana, mondiola della Garfagnana                                                                                        | Viandes (et abats) et leurs préparations                                                               |
| 46  | Mortadella delle Apuane | Viandes (et abats) et leurs préparations                                                               |
| 47  | Mortadella di maiale di Camaiore, sbriciolona                                                                                                | Viandes (et abats) et leurs préparations                                                               |
| 48  | Mortadella di Prato | Viandes (et abats) et leurs préparations                                                               |
| 49  | Mortadella nostrale di Cardoso | Viandes (et abats) et leurs préparations                                                               |
| 50  | Nodino di Montopoli | Viandes (et abats) et leurs préparations                                                               |
| 51  | Pancetta apuana | Viandes (et abats) et leurs préparations                                                               |
| 52  | Pancetta e rigatino toscani, ventresca, legatino                                                                                             | Viandes (et abats) et leurs préparations                                                               |
| 53  | Pollo del Valdarno (valdarnese bianca o Valdarno bianca)                                                                                     | Viandes (et abats) et leurs préparations                                                               |
| 54  | Porchetta di Monte San Savino | Viandes (et abats) et leurs préparations                                                               |
| 55  | Prosciutto bazzone della Garfagnana e della Valle del Serchio, bazzone, prosciutto nostrato, prosciutto contadino                            | Viandes (et abats) et leurs préparations                                                               |
| 56  | Prosciutto del Casentino | Viandes (et abats) et leurs préparations                                                               |
| 57  | Prosciutto di cinta senese, prosciutto chiantigiano                                                                                          | Viandes (et abats) et leurs préparations                                                               |
| 58  | Prosciutto di Sorano | Viandes (et abats) et leurs préparations                                                               |
| 59  | Rigatino arrotolato finocchiato | Viandes (et abats) et leurs préparations                                                               |
| 60  | Roventino, migliaccio | Viandes (et abats) et leurs préparations                                                               |
| 61  | Salame al vino | Viandes (et abats) et leurs préparations                                                               |
| 62  | Salame chianino | Viandes (et abats) et leurs préparations                                                               |
| 63  | Salame chiantigiano | Viandes (et abats) et leurs préparations                                                               |
| 64  | Salame di cinghiale | Viandes (et abats) et leurs préparations                                                               |
| 65  | Salame di Cinta Senese | Viandes (et abats) et leurs préparations                                                               |
| 66  | Salame di maiale e pecora | Viandes (et abats) et leurs préparations                                                               |
| 67  | Salame prosciuttato di Ghivizzano | Viandes (et abats) et leurs préparations                                                               |
| 68  | Salame toscano | Viandes (et abats) et leurs préparations                                                               |
| 69  | Salsiccia con cotenne | Viandes (et abats) et leurs préparations                                                               |
| 70  | Salsiccia con patate | Viandes (et abats) et leurs préparations                                                               |
| 71  | Salsiccia di cinghiale | Viandes (et abats) et leurs préparations                                                               |
| 72  | Salsiccia di cinghiale sott'olio | Viandes (et abats) et leurs préparations                                                               |
| 73  | Salsiccia di montignoso, bocconcini di prosciutto di montignoso                                                                              | Viandes (et abats) et leurs préparations                                                               |
| 74  | Salsiccia toscana, sarciccia | Viandes (et abats) et leurs préparations                                                               |
| 75  | Sanbudello, ammazzafegato aretino | Viandes (et abats) et leurs préparations                                                               |
| 76  | Soppressata di cinghiale | Viandes (et abats) et leurs préparations                                                               |
| 77  | Soppressata di sangue | Viandes (et abats) et leurs préparations                                                               |
| 78  | Soppressata toscana, capofreddo, capaccia, soprassata                                                                                        | Viandes (et abats) et leurs préparations                                                               |
| 79  | Spalla chiantigiana | Viandes (et abats) et leurs préparations                                                               |
| 80  | Spalla cotta di filattiera, spalla cotta della Lunigiana                                                                                     | Viandes (et abats) et leurs préparations                                                               |
| 81  | Spalla di maiale pisana | Viandes (et abats) et leurs préparations                                                               |
| 82  | Spalla di Sorano | Viandes (et abats) et leurs préparations                                                               |
| 83  | Spuma di gota di maiale di San Miniato | Viandes (et abats) et leurs préparations                                                               |
| 84  | Tarese valdarno | Viandes (et abats) et leurs préparations                                                               |
| 85  | Testa in cassetta, sopressata | Viandes (et abats) et leurs préparations                                                               |
| 86  | Tonno del Chianti (finto tonno toscano) | Viandes (et abats) et leurs préparations                                                               |
| 87  | Trippa e lampredotto | Viandes (et abats) et leurs préparations                                                               |
| 88  | Vergazzata, pancetta stesa | Viandes (et abats) et leurs préparations                                                               |
| 89  | Zampone chiantigiano | Viandes (et abats) et leurs préparations                                                               |
| 90  | Zia di Maremma | Viandes (et abats) et leurs préparations                                                               |
| 91  | Sugo di scottiglia alla pescinaia, scottiglia di Pescina                                                                                     | Condiments                                                                                             |
| 92  | Caciotta della Lunigiana, formaggio bovino della Lunigiana                                                                                   | Fromages                                                                                               |
| 93  | Caciotta di pecora | Fromages                                                                                               |
| 94  | Caciotta dolce, vacchino dolce | Fromages                                                                                               |
| 95  | Caciotta stagionata, mucchino, vacchino | Fromages                                                                                               |
| 96  | Formaggi caprini della Maremma, caprini freschi o aromatizzati                                                                               | Fromages                                                                                               |
| 97  | Formaggi di latte di capra dell'isola di Capraia                                                                                             | Fromages                                                                                               |
| 98  | Formaggio caprino dell'alto Mugello | Fromages                                                                                               |
| 99  | Formaggio caprino delle Apuane | Fromages                                                                                               |
| 100 | Fossa del greppo, pecorino di fossa del greppo, formaggio pecorino di fossa del greppo                                                       | Fromages                                                                                               |
| 101 | Grande vecchio di Montefollonico | Fromages                                                                                               |
| 102 | Marzolino di Lucardo, pecorino Lucardo | Fromages                                                                                               |
| 103 | Pastorella del cerreto di Sorano | Fromages                                                                                               |
| 104 | Pecorino a crosta fiorita, pecorino buccia di rospo                                                                                          | Fromages                                                                                               |
| 105 | Pecorino a latte crudo abbucciato | Fromages                                                                                               |
| 106 | Pecorino a latte crudo della montagna pistoiese (pecorino di Pistoia)                                                                        | Fromages                                                                                               |
| 107 | Pecorino a latte crudo della provincia di Siena                                                                                              | Fromages                                                                                               |
| 108 | Pecorino alle erbe aromatiche, pecorino fresco verde                                                                                         | Fromages                                                                                               |
| 109 | Pecorino del Casentino | Fromages                                                                                               |
| 110 | Pecorino del Parco di Migliarino-San Rossore                                                                                                 | Fromages                                                                                               |
| 111 | Pecorino della costa apuana, pecorino massese                                                                                                | Fromages                                                                                               |
| 112 | Pecorino della Garfagnana e delle colline lucchesi, pecorino baccellone                                                                      | Fromages                                                                                               |
| 113 | Pecorino della Lunigiana | Fromages                                                                                               |
| 114 | Pecorino delle balze volterrane, pecorino pisano                                                                                             | Fromages                                                                                               |
| 115 | Pecorino delle colline senesi | Fromages                                                                                               |
| 116 | Pecorino di Pienza stagionato in barriques                                                                                                   | Fromages                                                                                               |
| 117 | Pecorino stagionato in foglie di noce | Fromages                                                                                               |
| 118 | Pratolina, formaggio di pura capra | Fromages                                                                                               |
| 119 | Raviggiolo di latte vaccino del Mugello, raviggiolo del Mugello, ravaggiolo                                                                  | Fromages                                                                                               |
| 120 | Raviggiolo di pecora pistoiese, ravaggiolo, raveggiolo                                                                                       | Fromages                                                                                               |
| 121 | Raviggiolo di pecora senese, ravaggiolo, raveggiolo                                                                                          | Fromages                                                                                               |
| 122 | Ricotta di pecora grossetana | Fromages                                                                                               |
| 123 | Ricotta di pecora massese | Fromages                                                                                               |
| 124 | Ricotta di pecora pistoiese | Fromages                                                                                               |
| 125 | Stracchino, crescenza | Fromages                                                                                               |
| 126 | Olio di madremignola | Matières grasses (beurre, margarine, huiles)                                                           |
| 127 | Olio di olivastra scarlinese | Matières grasses (beurre, margarine, huiles)                                                           |
| 128 | olio di Olivo Quercetano, olio di quercetana                                                                                                 | Matières grasses (beurre, margarine, huiles)                                                           |
| 129 | Aglio massese | Produits végétaux à l'état naturel ou transformés                                                      |
| 130 | Aglio rosso maremmano | Produits végétaux à l'état naturel ou transformés                                                      |
| 131 | Arancio massese | Produits végétaux à l'état naturel ou transformés                                                      |
| 132 | Asparago d’argenteuil toscano, asparago nostrale                                                                                             | Produits végétaux à l'état naturel ou transformés                                                      |
| 133 | Barba massese, barba di prete, scorza nera                                                                                                   | Produits végétaux à l'état naturel ou transformés                                                      |
| 134 | Basilico gigante, basilico a foglia di lattuga                                                                                               | Produits végétaux à l'état naturel ou transformés                                                      |
| 135 | Bietola a coste sottili | Produits végétaux à l'état naturel ou transformés                                                      |
| 136 | Carciofini sott'olio | Produits végétaux à l'état naturel ou transformés                                                      |
| 137 | Carciofo del litorale livornese | Produits végétaux à l'état naturel ou transformés                                                      |
| 138 | Carciofo di Chiusure | Produits végétaux à l'état naturel ou transformés                                                      |
| 139 | Carciofo di Pian di Rocca | Produits végétaux à l'état naturel ou transformés                                                      |
| 140 | Carciofo di San Miniato, carciofo sanminiatese, mamma sanminiatese                                                                           | Produits végétaux à l'état naturel ou transformés                                                      |
| 141 | Carciofo empolese | Produits végétaux à l'état naturel ou transformés                                                      |
| 142 | Cardo della Val di Cornia, gobbo della Val di Cornia                                                                                         | Produits végétaux à l'état naturel ou transformés                                                      |
| 143 | Cardo massese, cardone o gobbo | Produits végétaux à l'état naturel ou transformés                                                      |
| 144 | Castagna d'Antona, carpinese | Produits végétaux à l'état naturel ou transformés                                                      |
| 145 | Castagna mondigiana del Pratomagno, mondistollo                                                                                              | Produits végétaux à l'état naturel ou transformés                                                      |
| 146 | Castagna perella del Pratomagno | Produits végétaux à l'état naturel ou transformés                                                      |
| 147 | Castagna pistolesa, bianchina | Produits végétaux à l'état naturel ou transformés                                                      |
| 148 | Castagne (fresche) della Toscana | Produits végétaux à l'état naturel ou transformés                                                      |
| 149 | Cavolfiore fiorentino tardivo, cavolfiore con il cappuccio, con il cartoccio o incartocciato                                                 | Produits végétaux à l'état naturel ou transformés                                                      |
| 150 | Cavolfiore precoce toscano, cavolfiore fiorentino col cartoccio precoce                                                                      | Produits végétaux à l'état naturel ou transformés                                                      |
| 151 | Cavolo nero riccio di Toscana | Produits végétaux à l'état naturel ou transformés                                                      |
| 152 | Cavolo riccio nero di Lucca, braschetta | Produits végétaux à l'état naturel ou transformés                                                      |
| 153 | Cece di Grosseto | Produits végétaux à l'état naturel ou transformés                                                      |
| 154 | Cece nostrale, cece nostrale piccolo | Produits végétaux à l'état naturel ou transformés                                                      |
| 155 | Ciavattone di Sorano, fagiolo burro di Sorano                                                                                                | Produits végétaux à l'état naturel ou transformés                                                      |
| 156 | Ciliegia di Lari | Produits végétaux à l'état naturel ou transformés                                                      |
| 157 | Cipolla di Bassone, cigola | Produits végétaux à l'état naturel ou transformés                                                      |
| 158 | Cipolla di Certaldo | Produits végétaux à l'état naturel ou transformés                                                      |
| 159 | Cipolla di Ripola | Produits végétaux à l'état naturel ou transformés                                                      |
| 160 | Cipolla di Terceretoli | Produits végétaux à l'état naturel ou transformés                                                      |
| 161 | Cipolla di Treschietto, gigola | Produits végétaux à l'état naturel ou transformés                                                      |
| 162 | Cipolla lucchese | Produits végétaux à l'état naturel ou transformés                                                      |
| 163 | Cipolla massese | Produits végétaux à l'état naturel ou transformés                                                      |
| 164 | Cipolla rossa toscana | Produits végétaux à l'état naturel ou transformés                                                      |
| 165 | Cipolla savonese, cipolla "sagonese" | Produits végétaux à l'état naturel ou transformés                                                      |
| 166 | Cipolla vernina, cipolla bastarda | Produits végétaux à l'état naturel ou transformés                                                      |
| 167 | Cocomero della Val di Cornia | Produits végétaux à l'état naturel ou transformés                                                      |
| 168 | Cocomero gigante, gigante di Fontarronco, cocomero della Val di Chiana                                                                       | Produits végétaux à l'état naturel ou transformés                                                      |
| 169 | Confettura di purnelle fiaschette | Produits végétaux à l'état naturel ou transformés                                                      |
| 170 | Dormiente della montagna pistoiese (dormiglione, marzuolo)                                                                                   | Produits végétaux à l'état naturel ou transformés                                                      |
| 171 | Fagiola garfagnina | Produits végétaux à l'état naturel ou transformés                                                      |
| 172 | Fagiola schiacciona | Produits végétaux à l'état naturel ou transformés                                                      |
| 173 | Fagiolo aquila | Produits végétaux à l'état naturel ou transformés                                                      |
| 174 | Fagiolo borlotto di Maremma | Produits végétaux à l'état naturel ou transformés                                                      |
| 175 | Fagiolo borlotto nano di Sorano | Produits végétaux à l'état naturel ou transformés                                                      |
| 176 | Fagiolo borlotto nostrale toscano | Produits végétaux à l'état naturel ou transformés                                                      |
| 177 | Fagiolo burro toscano | Produits végétaux à l'état naturel ou transformés                                                      |
| 178 | Fagiolo cannellino (fagiolo cannellino del San Ginese-Compitese)                                                                             | Produits végétaux à l'état naturel ou transformés                                                      |
| 179 | Fagiolo cannellino di Sorano | Produits végétaux à l'état naturel ou transformés                                                      |
| 180 | Fagiolo cappone | Produits végétaux à l'état naturel ou transformés                                                      |
| 181 | Fagiolo coco nano (fagiolo cocco) | Produits végétaux à l'état naturel ou transformés                                                      |
| 182 | Fagiolo dall'occhio (fagiolo gentile, fagiolo cornetto)                                                                                      | Produits végétaux à l'état naturel ou transformés                                                      |
| 183 | Fagiolo decimino | Produits végétaux à l'état naturel ou transformés                                                      |
| 184 | Fagiolo della montagna (fagiolo bastardone, della Nodola, dell'Amiata)                                                                       | Produits végétaux à l'état naturel ou transformés                                                      |
| 185 | Fagiolo di Bigliolo | Produits végétaux à l'état naturel ou transformés                                                      |
| 186 | Fagiolo decimino, fagiolo scritto rampicante                                                                                                 | Produits végétaux à l'état naturel ou transformés                                                      |
| 187 | Fagiolo di Zeri (fagiolo con il grembiule, fagioline)                                                                                        | Produits végétaux à l'état naturel ou transformés                                                      |
| 188 | Fagiolo fico di Gallicano | Produits végétaux à l'état naturel ou transformés                                                      |
| 189 | Fagiolo giallorino della Garfagnana (giallorino)                                                                                             | Produits végétaux à l'état naturel ou transformés                                                      |
| 190 | Fagiolo malato, malatino, fagiolo verdone, fagiolo giallino, fagiolo di San Giuseppe                                                         | Produits végétaux à l'état naturel ou transformés                                                      |
| 191 | Fagiolo marconi a seme nero | Produits végétaux à l'état naturel ou transformés                                                      |
| 192 | Fagiolo mascherino | Produits végétaux à l'état naturel ou transformés                                                      |
| 193 | Fagiolo massese | Produits végétaux à l'état naturel ou transformés                                                      |
| 194 | Fagiolo pievarino | Produits végétaux à l'état naturel ou transformés                                                      |
| 195 | Fagiolo romano (fagiolo romanello) | Produits végétaux à l'état naturel ou transformés                                                      |
| 196 | Fagiolo rosso di Lucca | Produits végétaux à l'état naturel ou transformés                                                      |
| 197 | Fagiolo schiaccione | Produits végétaux à l'état naturel ou transformés                                                      |
| 198 | Fagiolo scritto della Garfagnana | Produits végétaux à l'état naturel ou transformés                                                      |
| 199 | Fagiolo scritto di Lucca | Produits végétaux à l'état naturel ou transformés                                                      |
| 200 | Fagiolo serpente toscano (stringa) | Produits végétaux à l'état naturel ou transformés                                                      |
| 201 | Fagiolo stortino di Lucca, anellino giallo di Lucca                                                                                          | Produits végétaux à l'état naturel ou transformés                                                      |
| 202 | Fagiolo stringa di Lucca, fagiolo serpente                                                                                                   | Produits végétaux à l'état naturel ou transformés                                                      |
| 203 | Fagiolo turco di castello | Produits végétaux à l'état naturel ou transformés                                                      |
| 204 | Fagiolo zolfino | Produits végétaux à l'état naturel ou transformés                                                      |
| 205 | Farina di castagne carpinese | Produits végétaux à l'état naturel ou transformés                                                      |
| 206 | Farina di castagne d'Antona (farina dolce)                                                                                                   | Produits végétaux à l'état naturel ou transformés                                                      |
| 207 | Farina di castagne del Pratomagno (farina dolce)                                                                                             | Produits végétaux à l'état naturel ou transformés                                                      |
| 208 | Farina di castagne della Lunigiana | Produits végétaux à l'état naturel ou transformés                                                      |
| 209 | Farina di castagne dell'Amiata | Produits végétaux à l'état naturel ou transformés                                                      |
| 210 | Farina di castagne di Prato | Produits végétaux à l'état naturel ou transformés                                                      |
| 211 | Farina di castagne pistoiese | Produits végétaux à l'état naturel ou transformés                                                      |
| 212 | Farina di neccio di Villa Basilica, farina dolce, farina di castagne                                                                         | Produits végétaux à l'état naturel ou transformés                                                      |
| 213 | Fava lunga delle cascine (fava delle cascine)                                                                                                | Produits végétaux à l'état naturel ou transformés                                                      |
| 214 | Fichi di Carmignano | Produits végétaux à l'état naturel ou transformés                                                      |
| 215 | Fichi sott'olio livornesi | Produits végétaux à l'état naturel ou transformés                                                      |
| 216 | Fico dottato | Produits végétaux à l'état naturel ou transformés                                                      |
| 217 | Fico San Piero | Produits végétaux à l'état naturel ou transformés                                                      |
| 218 | Fico verdino | Produits végétaux à l'état naturel ou transformés                                                      |
| 219 | Frutti del sottobosco delle montagne pistoiesi                                                                                               | Produits végétaux à l'état naturel ou transformés                                                      |
| 220 | Funghi porcini toscani (giugnolo, settembrino, biancarello, montagnolo, porcino del freddo, moreccio o porcino nero, estatino)               | Produits végétaux à l'état naturel ou transformés                                                      |
| 221 | Funghi sotto sale della costa apuana | Produits végétaux à l'état naturel ou transformés                                                      |
| 222 | Grano marzolo del melo | Produits végétaux à l'état naturel ou transformés                                                      |
| 223 | Grano saraceno, fagopiro, grano nero | Produits végétaux à l'état naturel ou transformés                                                      |
| 224 | Granoturco bianco massese (mais bianco) | Produits végétaux à l'état naturel ou transformés                                                      |
| 225 | Granturco formenton ottofile della Garfagnana                                                                                                | Produits végétaux à l'état naturel ou transformés                                                      |
| 226 | Granturco nano di Lupo, granturco nano di Grezzano                                                                                           | Produits végétaux à l'état naturel ou transformés                                                      |
| 227 | Lattuga quattro stagioni (lattuga vinata) | Produits végétaux à l'état naturel ou transformés                                                      |
| 228 | Limone massese | Produits végétaux à l'état naturel ou transformés                                                      |
| 229 | Lupino dolce di Grosseto | Produits végétaux à l'état naturel ou transformés                                                      |
| 230 | Mais quarantino | Produits végétaux à l'état naturel ou transformés                                                      |
| 231 | Mais rustico per polenta aretino | Produits végétaux à l'état naturel ou transformés                                                      |
| 232 | Marmellate della Toscana | Produits végétaux à l'état naturel ou transformés                                                      |
| 233 | Marrone (secco) di Caprese Michelangelo | Produits végétaux à l'état naturel ou transformés                                                      |
| 234 | Marroni della Toscana | Produits végétaux à l'état naturel ou transformés                                                      |
| 235 | Mela "muso di bue" (mela "muso de be") | Produits végétaux à l'état naturel ou transformés                                                      |
| 236 | Mela binotto | Produits végétaux à l'état naturel ou transformés                                                      |
| 237 | Mela carla aretina (finalina) | Produits végétaux à l'état naturel ou transformés                                                      |
| 238 | Mela casciana (rosetta) | Produits végétaux à l'état naturel ou transformés                                                      |
| 239 | Mela casolana | Produits végétaux à l'état naturel ou transformés                                                      |
| 240 | Mela Francesca aretina | Produits végétaux à l'état naturel ou transformés                                                      |
| 241 | Mela nesta (decio) | Produits végétaux à l'état naturel ou transformés                                                      |
| 242 | Mela panaia (flagellata) | Produits végétaux à l'état naturel ou transformés                                                      |
| 243 | Mela roggiola | Produits végétaux à l'état naturel ou transformés                                                      |
| 244 | Mela rosa del Casentino (mela di montagna)                                                                                                   | Produits végétaux à l'état naturel ou transformés                                                      |
| 245 | Mela rotella della Lunigiana (pomo rodello)                                                                                                  | Produits végétaux à l'état naturel ou transformés                                                      |
| 246 | Mela rugginosa della Valdichiana (mela golden delicious, mela deliziosa gialla)                                                              | Produits végétaux à l'état naturel ou transformés                                                      |
| 247 | Mela stayman aretina (mela stayman red o nieplyng)                                                                                           | Produits végétaux à l'état naturel ou transformés                                                      |
| 248 | Melanzana violetta fiorentina | Produits végétaux à l'état naturel ou transformés                                                      |
| 249 | Melograno di Firenze | Produits végétaux à l'état naturel ou transformés                                                      |
| 250 | Melone della Val di Cornia | Produits végétaux à l'état naturel ou transformés                                                      |
| 251 | Mirtillo nero della montagna pistoiese (piuro)                                                                                               | Produits végétaux à l'état naturel ou transformés                                                      |
| 252 | Noce aretina | Produits végétaux à l'état naturel ou transformés                                                      |
| 253 | Olive in salamoia | Produits végétaux à l'état naturel ou transformés                                                      |
| 254 | Paonazzi sott'olio (lardaioli rossi) | Produits végétaux à l'état naturel ou transformés                                                      |
| 255 | Pastinocello (pastinello, pastinaccino, gallinaccio)                                                                                         | Produits végétaux à l'état naturel ou transformés                                                      |
| 256 | Patata bianca del melo | Produits végétaux à l'état naturel ou transformés                                                      |
| 257 | Patata di Regnano | Produits végétaux à l'état naturel ou transformés                                                      |
| 258 | Patata di Santa Maria a Monte, la tosca | Produits végétaux à l'état naturel ou transformés                                                      |
| 259 | Patata di Zeri (patate "rosse, bianche, zale" di Zeri)                                                                                       | Produits végétaux à l'état naturel ou transformés                                                      |
| 260 | Patata rossa di Cetica (patata rossa del Pratomagno, patata rossa del Casentino)                                                             | Produits végétaux à l'état naturel ou transformés                                                      |
| 261 | Pera coscia aretina | Produits végétaux à l'état naturel ou transformés                                                      |
| 262 | Pera coscia di Firenze | Produits végétaux à l'état naturel ou transformés                                                      |
| 263 | Pera del curato toscana | Produits végétaux à l'état naturel ou transformés                                                      |
| 264 | Pera gentile | Produits végétaux à l'état naturel ou transformés                                                      |
| 265 | Pera rusé | Produits végétaux à l'état naturel ou transformés                                                      |
| 266 | Pesca alberta (pesca alberta, pesca lamberta)                                                                                                | Produits végétaux à l'état naturel ou transformés                                                      |
| 267 | Pesca cotogna del poggio | Produits végétaux à l'état naturel ou transformés                                                      |
| 268 | Pesca cotogna di Rosano (cotogna) | Produits végétaux à l'état naturel ou transformés                                                      |
| 269 | Pesca cotogna toscana | Produits végétaux à l'état naturel ou transformés                                                      |
| 270 | Pesca diga | Produits végétaux à l'état naturel ou transformés                                                      |
| 271 | Pesca limone (cotogna tardiva) | Produits végétaux à l'état naturel ou transformés                                                      |
| 272 | Pesca maglia rosa | Produits végétaux à l'état naturel ou transformés                                                      |
| 273 | Pesca michelini | Produits végétaux à l'état naturel ou transformés                                                      |
| 274 | Pesca mora di Dolfo | Produits végétaux à l'état naturel ou transformés                                                      |
| 275 | Pesca passerina (pesca ubriaca) | Produits végétaux à l'état naturel ou transformés                                                      |
| 276 | Pesca regina di Londa | Produits végétaux à l'état naturel ou transformés                                                      |
| 277 | Pesca trionfo (trionfo rosso, trionfo peloso)                                                                                                | Produits végétaux à l'état naturel ou transformés                                                      |
| 278 | Peschetti di Candia (peschetti di vigna, peschetti settembrini)                                                                              | Produits végétaux à l'état naturel ou transformés                                                      |
| 279 | Piattella frisona (fagiolo di San Michele)                                                                                                   | Produits végétaux à l'état naturel ou transformés                                                      |
| 280 | Pinolo del Parco di Migliarino-San Rossore                                                                                                   | Produits végétaux à l'état naturel ou transformés                                                      |
| 281 | Pisello a mezzafrasca aretina (pisello quarantino)                                                                                           | Produits végétaux à l'état naturel ou transformés                                                      |
| 282 | Pisello a tutta frasca aretino | Produits végétaux à l'état naturel ou transformés                                                      |
| 283 | Pisello mugellano, baccellone, nostrale del mugello                                                                                          | Produits végétaux à l'état naturel ou transformés                                                      |
| 284 | Pomodorino da inverno da appendere (pomodoro pendolino)                                                                                      | Produits végétaux à l'état naturel ou transformés                                                      |
| 285 | Pomodoro canestrino di Lucca | Produits végétaux à l'état naturel ou transformés                                                      |
| 286 | Pomodoro ciliegino toscano | Produits végétaux à l'état naturel ou transformés                                                      |
| 287 | Pomodoro costoluto fiorentino (pomodoro rosso da conserva)                                                                                   | Produits végétaux à l'état naturel ou transformés                                                      |
| 288 | Pomodoro cuore di bue (bovaiolo) | Produits végétaux à l'état naturel ou transformés                                                      |
| 289 | Pomodoro fragola di Albiano Minacciano | Produits végétaux à l'état naturel ou transformés                                                      |
| 290 | Pomodoro grinzoso sanminiatese, pomodoro di san miniato                                                                                      | Produits végétaux à l'état naturel ou transformés                                                      |
| 291 | Pomodoro marmande | Produits végétaux à l'état naturel ou transformés                                                      |
| 292 | Pomodoro pallino (pomodoro da serbo) | Produits végétaux à l'état naturel ou transformés                                                      |
| 293 | Pomodoro pendentino | Produits végétaux à l'état naturel ou transformés                                                      |
| 294 | Pomodoro pisanello | Produits végétaux à l'état naturel ou transformés                                                      |
| 295 | Pomodoro quarantino (pomodoro antico nostrale)                                                                                               | Produits végétaux à l'état naturel ou transformés                                                      |
| 296 | Pomodoro stella (pomodoro pesciatino o del Morianese)                                                                                        | Produits végétaux à l'état naturel ou transformés                                                      |
| 297 | Radicchia di Lucca | Produits végétaux à l'état naturel ou transformés                                                      |
| 298 | Rapino di Bergiola Foscalino | Produits végétaux à l'état naturel ou transformés                                                      |
| 299 | Rapo del Valdarno (rapo nostrale) | Produits végétaux à l'état naturel ou transformés                                                      |
| 300 | Scalogno nostrale toscano | Produits végétaux à l'état naturel ou transformés                                                      |
| 301 | Sedano nostrale (costolino o sedano di Montevarchi o sedano marconi)                                                                         | Produits végétaux à l'état naturel ou transformés                                                      |
| 302 | Spinacio tipico della Val di Cornia | Produits végétaux à l'état naturel ou transformés                                                      |
| 303 | Tabacco Kentucky della val tiberina toscana, tabacco scuro toscano                                                                           | Produits végétaux à l'état naturel ou transformés                                                      |
| 304 | Tartufo bianchetto della Toscana (tartufo marzuolo)                                                                                          | Produits végétaux à l'état naturel ou transformés                                                      |
| 305 | Tartufo bianco della Toscana | Produits végétaux à l'état naturel ou transformés                                                      |
| 306 | Tartufo nero pregiato della Toscana | Produits végétaux à l'état naturel ou transformés                                                      |
| 307 | Tartufo nero uncinato della Toscana | Produits végétaux à l'état naturel ou transformés                                                      |
| 308 | Tartufo scorzone della Toscana (tartufo d'estate della Toscana)                                                                              | Produits végétaux à l'état naturel ou transformés                                                      |
| 309 | Uva colombana di Peccioli | Produits végétaux à l'état naturel ou transformés                                                      |
| 310 | Zafferano aretino | Produits végétaux à l'état naturel ou transformés                                                      |
| 311 | Zafferano delle colline fiorentine (zima di Firenze)                                                                                         | Produits végétaux à l'état naturel ou transformés                                                      |
| 312 | Zafferano purissimo di Maremma | Produits végétaux à l'état naturel ou transformés                                                      |
| 313 | Zucca da semi toscana (zucca da maiali) | Produits végétaux à l'état naturel ou transformés                                                      |
| 314 | Zucca lardaia | Produits végétaux à l'état naturel ou transformés                                                      |
| 315 | Zucchina lunga fiorentina (zucchino fiorentino rigato bianco, zucchina bianca del Valdarno)                                                  | Produits végétaux à l'état naturel ou transformés                                                      |
| 316 | Zucchina mora pisana | Produits végétaux à l'état naturel ou transformés                                                      |
| 317 | Zucchina sarzanese | Produits végétaux à l'état naturel ou transformés                                                      |
| 318 | Zucchina tonda fiorentina | Produits végétaux à l'état naturel ou transformés                                                      |
| 319 | Amaretti di Carmignano, amaretti di' fochi                                                                                                   | Pâtes fraîches et produits de boulangerie, biscuiterie, pâtisserie et confiserie                       |
| 320 | Amaretto santacrocenese | Pâtes fraîches et produits de boulangerie, biscuiterie, pâtisserie et confiserie                       |
| 321 | Anacino (stinco di morto, biscotti agli anaci, biscotti lessi)                                                                               | Pâtes fraîches et produits de boulangerie, biscuiterie, pâtisserie et confiserie                       |
| 322 | Befanini, befanotti | Pâtes fraîches et produits de boulangerie, biscuiterie, pâtisserie et confiserie                       |
| 323 | Berlingozzo | Pâtes fraîches et produits de boulangerie, biscuiterie, pâtisserie et confiserie                       |
| 324 | Biscotti di Prato, cantucci di Massa Marittima                                                                                               | Pâtes fraîches et produits de boulangerie, biscuiterie, pâtisserie et confiserie                       |
| 325 | Biscotto col riccio | Pâtes fraîches et produits de boulangerie, biscuiterie, pâtisserie et confiserie                       |
| 326 | Biscotto con l’unto (civitellino, bucunto)                                                                                                   | Pâtes fraîches et produits de boulangerie, biscuiterie, pâtisserie et confiserie                       |
| 327 | Biscotto di mezz'agosto | Pâtes fraîches et produits de boulangerie, biscuiterie, pâtisserie et confiserie                       |
| 328 | Biscotto salato di Roccalbegna, biscotto lessato, biscotto della sposa, cornetto                                                             | Pâtes fraîches et produits de boulangerie, biscuiterie, pâtisserie et confiserie                       |
| 329 | Bozza pratese, pane di Prato | Pâtes fraîches et produits de boulangerie, biscuiterie, pâtisserie et confiserie                       |
| 330 | Brecciotto di Roccalbegna | Pâtes fraîches et produits de boulangerie, biscuiterie, pâtisserie et confiserie                       |
| 331 | Brigidino di Lamporecchio | Pâtes fraîches et produits de boulangerie, biscuiterie, pâtisserie et confiserie                       |
| 332 | Brutti boni di Prato | Pâtes fraîches et produits de boulangerie, biscuiterie, pâtisserie et confiserie                       |
| 333 | Brutto buono ai pinoli, kinzica | Pâtes fraîches et produits de boulangerie, biscuiterie, pâtisserie et confiserie                       |
| 334 | Buccellato di Lucca | Pâtes fraîches et produits de boulangerie, biscuiterie, pâtisserie et confiserie                       |
| 335 | Cantucci di San Miniato, cantuccini di San Miniato, biscotti di San Miniato                                                                  | Pâtes fraîches et produits de boulangerie, biscuiterie, pâtisserie et confiserie                       |
| 336 | Carscenta della Lunigiana, crescenta | Pâtes fraîches et produits de boulangerie, biscuiterie, pâtisserie et confiserie                       |
| 337 | Castagnaccio toscano, migliaccio, migliaccio dolce, baldino (aretino), toppone o pattona (nel Livornese), ghiriglio, ghirighio (nel Pratese) | Pâtes fraîches et produits de boulangerie, biscuiterie, pâtisserie et confiserie                       |
| 338 | Cavallucci di Siena, cavallucci di Massa Marittima (morsetti)                                                                                | Pâtes fraîches et produits de boulangerie, biscuiterie, pâtisserie et confiserie                       |
| 339 | Cecina, calda calda (farinata, cinque e cinque)                                                                                              | Pâtes fraîches et produits de boulangerie, biscuiterie, pâtisserie et confiserie                       |
| 340 | Cenci (stracci, frappole) | Pâtes fraîches et produits de boulangerie, biscuiterie, pâtisserie et confiserie                       |
| 341 | Ciaccia di Pasqua | Pâtes fraîches et produits de boulangerie, biscuiterie, pâtisserie et confiserie                       |
| 342 | Ciaccino | Pâtes fraîches et produits de boulangerie, biscuiterie, pâtisserie et confiserie                       |
| 343 | Cialde di Montecatini | Pâtes fraîches et produits de boulangerie, biscuiterie, pâtisserie et confiserie                       |
| 344 | Cialdino dei tufi | Pâtes fraîches et produits de boulangerie, biscuiterie, pâtisserie et confiserie                       |
| 345 | Ciaramito di Castell'Azzara | Pâtes fraîches et produits de boulangerie, biscuiterie, pâtisserie et confiserie                       |
| 346 | Cioccolato artigianale toscano | Pâtes fraîches et produits de boulangerie, biscuiterie, pâtisserie et confiserie                       |
| 347 | Ciorchiello di casette (ciambella, ciorchiedo)                                                                                               | Pâtes fraîches et produits de boulangerie, biscuiterie, pâtisserie et confiserie                       |
| 348 | Confetti di Pistoia (confetti a riccio) | Pâtes fraîches et produits de boulangerie, biscuiterie, pâtisserie et confiserie                       |
| 349 | Corolli incesi | Pâtes fraîches et produits de boulangerie, biscuiterie, pâtisserie et confiserie                       |
| 350 | Corona di San Bartolomeo | Pâtes fraîches et produits de boulangerie, biscuiterie, pâtisserie et confiserie                       |
| 351 | Crisciolette di Cascio | Pâtes fraîches et produits de boulangerie, biscuiterie, pâtisserie et confiserie                       |
| 352 | Croccolato di Siena | Pâtes fraîches et produits de boulangerie, biscuiterie, pâtisserie et confiserie                       |
| 353 | Cucchiaroli, succiaroli, anseri, orecchioni                                                                                                  | Pâtes fraîches et produits de boulangerie, biscuiterie, pâtisserie et confiserie                       |
| 354 | Focaccette di Aulla | Pâtes fraîches et produits de boulangerie, biscuiterie, pâtisserie et confiserie                       |
| 355 | Focaccia bastarda di Pitigliano | Pâtes fraîches et produits de boulangerie, biscuiterie, pâtisserie et confiserie                       |
| 356 | Focaccia con i friccioli, ciaccia con i friccioli                                                                                            | Pâtes fraîches et produits de boulangerie, biscuiterie, pâtisserie et confiserie                       |
| 357 | Focaccia di Nonno Pilade | Pâtes fraîches et produits de boulangerie, biscuiterie, pâtisserie et confiserie                       |
| 358 | Focaccia di Pasqua salata di Pitigliano | Pâtes fraîches et produits de boulangerie, biscuiterie, pâtisserie et confiserie                       |
| 359 | Focaccia leva di Gallicano | Pâtes fraîches et produits de boulangerie, biscuiterie, pâtisserie et confiserie                       |
| 360 | Focaccia seravezzina | Pâtes fraîches et produits de boulangerie, biscuiterie, pâtisserie et confiserie                       |
| 361 | Frate lucchese, bombolone lucchese, ciambella lucchese                                                                                       | Pâtes fraîches et produits de boulangerie, biscuiterie, pâtisserie et confiserie                       |
| 362 | Gnudi, ravioli nudi, strangolapreti, strozzapreti, gnocchi del Casentino                                                                     | Pâtes fraîches et produits de boulangerie, biscuiterie, pâtisserie et confiserie                       |
| 363 | Lasagne bastarde della Lunigiana, lasagne matte                                                                                              | Pâtes fraîches et produits de boulangerie, biscuiterie, pâtisserie et confiserie                       |
| 364 | Maccheroni della Garfagnana | Pâtes fraîches et produits de boulangerie, biscuiterie, pâtisserie et confiserie                       |
| 365 | Mandorlata di Montalcino | Pâtes fraîches et produits de boulangerie, biscuiterie, pâtisserie et confiserie                       |
| 366 | Mangia e bei | Pâtes fraîches et produits de boulangerie, biscuiterie, pâtisserie et confiserie                       |
| 367 | Marocca di Casola | Pâtes fraîches et produits de boulangerie, biscuiterie, pâtisserie et confiserie                       |
| 368 | Marzapane | Pâtes fraîches et produits de boulangerie, biscuiterie, pâtisserie et confiserie                       |
| 369 | Migliaccia di Pitigliano | Pâtes fraîches et produits de boulangerie, biscuiterie, pâtisserie et confiserie                       |
| 370 | Migliaccio senese | Pâtes fraîches et produits de boulangerie, biscuiterie, pâtisserie et confiserie                       |
| 371 | Mignecci di formentone di Gallicano | Pâtes fraîches et produits de boulangerie, biscuiterie, pâtisserie et confiserie                       |
| 372 | Neccio toscano, bollento, gaccio, cian | Pâtes fraîches et produits de boulangerie, biscuiterie, pâtisserie et confiserie                       |
| 373 | Pan dei santi, pan dei morti, pan co’ santi                                                                                                  | Pâtes fraîches et produits de boulangerie, biscuiterie, pâtisserie et confiserie                       |
| 374 | Pan di ramerino | Pâtes fraîches et produits de boulangerie, biscuiterie, pâtisserie et confiserie                       |
| 375 | Pane di Altopascio | Pâtes fraîches et produits de boulangerie, biscuiterie, pâtisserie et confiserie                       |
| 376 | Pane di Montegemoli | Pâtes fraîches et produits de boulangerie, biscuiterie, pâtisserie et confiserie                       |
| 377 | Pane di patate della Garfagnana | Pâtes fraîches et produits de boulangerie, biscuiterie, pâtisserie et confiserie                       |
| 378 | Pane di po', signano e agnino | Pâtes fraîches et produits de boulangerie, biscuiterie, pâtisserie et confiserie                       |
| 379 | Pane di Pomarance | Pâtes fraîches et produits de boulangerie, biscuiterie, pâtisserie et confiserie                       |
| 380 | Pane di Pontremoli (focaccia pontremolese)                                                                                                   | Pâtes fraîches et produits de boulangerie, biscuiterie, pâtisserie et confiserie                       |
| 381 | Pane di Regnano | Pâtes fraîches et produits de boulangerie, biscuiterie, pâtisserie et confiserie                       |
| 382 | Pane di Vinca | Pâtes fraîches et produits de boulangerie, biscuiterie, pâtisserie et confiserie                       |
| 383 | Pane Marocco di Montignoso (pane Marocco, pane merocco)                                                                                      | Pâtes fraîches et produits de boulangerie, biscuiterie, pâtisserie et confiserie                       |
| 384 | Pane toscano | Pâtes fraîches et produits de boulangerie, biscuiterie, pâtisserie et confiserie                       |
| 385 | Panficato dell'isola del Giglio | Pâtes fraîches et produits de boulangerie, biscuiterie, pâtisserie et confiserie                       |
| 386 | Panforte di Siena (panforte bianco, nero, Margherita), panforte di Massa Marittima                                                           | Pâtes fraîches et produits de boulangerie, biscuiterie, pâtisserie et confiserie                       |
| 387 | Panforte glacé al cioccolato (torta del Corsini, panforte di Pistoia)                                                                        | Pâtes fraîches et produits de boulangerie, biscuiterie, pâtisserie et confiserie                       |
| 388 | Panigaccio di Podenzana | Pâtes fraîches et produits de boulangerie, biscuiterie, pâtisserie et confiserie                       |
| 389 | Panina (pan giallo) | Pâtes fraîches et produits de boulangerie, biscuiterie, pâtisserie et confiserie                       |
| 390 | Panini di granturco | Pâtes fraîches et produits de boulangerie, biscuiterie, pâtisserie et confiserie                       |
| 391 | Pasimata, passimata | Pâtes fraîches et produits de boulangerie, biscuiterie, pâtisserie et confiserie                       |
| 392 | Pattona di Comano (pattona comanina) | Pâtes fraîches et produits de boulangerie, biscuiterie, pâtisserie et confiserie                       |
| 393 | Pesche di Prato | Pâtes fraîches et produits de boulangerie, biscuiterie, pâtisserie et confiserie                       |
| 394 | Pici (pinci) | Pâtes fraîches et produits de boulangerie, biscuiterie, pâtisserie et confiserie                       |
| 395 | Pupporina | Pâtes fraîches et produits de boulangerie, biscuiterie, pâtisserie et confiserie                       |
| 396 | Quaresimali | Pâtes fraîches et produits de boulangerie, biscuiterie, pâtisserie et confiserie                       |
| 397 | Ricciarelli di Siena, ricciarelli di Pomarance, ricciarelli di Massa Marittima                                                               | Pâtes fraîches et produits de boulangerie, biscuiterie, pâtisserie et confiserie                       |
| 398 | Ricciolina | Pâtes fraîches et produits de boulangerie, biscuiterie, pâtisserie et confiserie                       |
| 399 | Rustici di Montalcino | Pâtes fraîches et produits de boulangerie, biscuiterie, pâtisserie et confiserie                       |
| 400 | Salviato di Villa Basilica | Pâtes fraîches et produits de boulangerie, biscuiterie, pâtisserie et confiserie                       |
| 401 | Scarsella orbetellana | Pâtes fraîches et produits de boulangerie, biscuiterie, pâtisserie et confiserie                       |
| 402 | Schiacce grossetane, schiacciate, ciacce, focacce                                                                                            | Pâtes fraîches et produits de boulangerie, biscuiterie, pâtisserie et confiserie                       |
| 403 | Schiaccia alla campigliese | Pâtes fraîches et produits de boulangerie, biscuiterie, pâtisserie et confiserie                       |
| 404 | Schiaccia briaca dell'Elba | Pâtes fraîches et produits de boulangerie, biscuiterie, pâtisserie et confiserie                       |
| 405 | Schiaccia pasquale con uccellini di San Piero                                                                                                | Pâtes fraîches et produits de boulangerie, biscuiterie, pâtisserie et confiserie                       |
| 406 | Schiaccia pizzicata di Montiano | Pâtes fraîches et produits de boulangerie, biscuiterie, pâtisserie et confiserie                       |
| 407 | Schiacciata alla fiorentina | Pâtes fraîches et produits de boulangerie, biscuiterie, pâtisserie et confiserie                       |
| 408 | Schiacciata con l'uva | Pâtes fraîches et produits de boulangerie, biscuiterie, pâtisserie et confiserie                       |
| 409 | Sfratto | Pâtes fraîches et produits de boulangerie, biscuiterie, pâtisserie et confiserie                       |
| 410 | Spongata della Lunigiana | Pâtes fraîches et produits de boulangerie, biscuiterie, pâtisserie et confiserie                       |
| 411 | Sportella | Pâtes fraîches et produits de boulangerie, biscuiterie, pâtisserie et confiserie                       |
| 412 | Taglioli di Castell'Azzara, melatelli | Pâtes fraîches et produits de boulangerie, biscuiterie, pâtisserie et confiserie                       |
| 413 | Testarolo della Lunigiana | Pâtes fraîches et produits de boulangerie, biscuiterie, pâtisserie et confiserie                       |
| 414 | Topi di Castell'Azzara | Pâtes fraîches et produits de boulangerie, biscuiterie, pâtisserie et confiserie                       |
| 415 | Torsetto con la bolla di Pitigliano | Pâtes fraîches et produits de boulangerie, biscuiterie, pâtisserie et confiserie                       |
| 416 | Torta co' bischeri | Pâtes fraîches et produits de boulangerie, biscuiterie, pâtisserie et confiserie                       |
| 417 | Torta cybea di Massa | Pâtes fraîches et produits de boulangerie, biscuiterie, pâtisserie et confiserie                       |
| 418 | Torta d’erbe della Lunigiana | Pâtes fraîches et produits de boulangerie, biscuiterie, pâtisserie et confiserie                       |
| 419 | Torta di farro della Garfagnana, torta di farro                                                                                              | Pâtes fraîches et produits de boulangerie, biscuiterie, pâtisserie et confiserie                       |
| 420 | Torta di marroni di Marradi | Pâtes fraîches et produits de boulangerie, biscuiterie, pâtisserie et confiserie                       |
| 421 | Torta di riso di Massa e Carrara | Pâtes fraîches et produits de boulangerie, biscuiterie, pâtisserie et confiserie                       |
| 422 | Torta di riso lunigianese | Pâtes fraîches et produits de boulangerie, biscuiterie, pâtisserie et confiserie                       |
| 423 | Torta di verdure, torta coi becchi lucchese                                                                                                  | Pâtes fraîches et produits de boulangerie, biscuiterie, pâtisserie et confiserie                       |
| 424 | Torta mantovana | Pâtes fraîches et produits de boulangerie, biscuiterie, pâtisserie et confiserie                       |
| 425 | Torta salata di Villa Basilica | Pâtes fraîches et produits de boulangerie, biscuiterie, pâtisserie et confiserie                       |
| 426 | Tortelli alla lastra di Corezzo | Pâtes fraîches et produits de boulangerie, biscuiterie, pâtisserie et confiserie                       |
| 427 | Tortello del melo, raviolo | Pâtes fraîches et produits de boulangerie, biscuiterie, pâtisserie et confiserie                       |
| 428 | Tortello di patate | Pâtes fraîches et produits de boulangerie, biscuiterie, pâtisserie et confiserie                       |
| 429 | Tortello dolce di Pitigliano | Pâtes fraîches et produits de boulangerie, biscuiterie, pâtisserie et confiserie                       |
| 430 | Tortello maremmano con spinaci | Pâtes fraîches et produits de boulangerie, biscuiterie, pâtisserie et confiserie                       |
| 431 | Tozzetto di pitigliano | Pâtes fraîches et produits de boulangerie, biscuiterie, pâtisserie et confiserie                       |
| 432 | Zuccherini del Mugello, zuccherini al paiolo                                                                                                 | Pâtes fraîches et produits de boulangerie, biscuiterie, pâtisserie et confiserie                       |
| 433 | Zuccherino di Maremma | Pâtes fraîches et produits de boulangerie, biscuiterie, pâtisserie et confiserie                       |
| 434 | Zuccherino di Vernio | Pâtes fraîches et produits de boulangerie, biscuiterie, pâtisserie et confiserie                       |
| 435 | Zuccotto massese | Pâtes fraîches et produits de boulangerie, biscuiterie, pâtisserie et confiserie                       |
| 436 | Anguilla scavecciata, anguilla marinata | Préparations de poissons, mollusques et crustacés et techniques particulières d'élevage de ces espèces |
| 437 | Anguilla sfumata | Préparations de poissons, mollusques et crustacés et techniques particulières d'élevage de ces espèces |
| 438 | Bottarga di cefalo di Orbetello, bottarga di muggine                                                                                         | Préparations de poissons, mollusques et crustacés et techniques particulières d'élevage de ces espèces |
| 439 | Femminelle di Orbetello o burano | Préparations de poissons, mollusques et crustacés et techniques particulières d'élevage de ces espèces |
| 440 | Fiche maschie a stocchetto | Préparations de poissons, mollusques et crustacés et techniques particulières d'élevage de ces espèces |
| 441 | Filetto di cefalo di Orbetello | Préparations de poissons, mollusques et crustacés et techniques particulières d'élevage de ces espèces |
| 442 | Palamita | Préparations de poissons, mollusques et crustacés et techniques particulières d'élevage de ces espèces |
| 443 | Trota fario appenninica del Casentino, trota reale                                                                                           | Préparations de poissons, mollusques et crustacés et techniques particulières d'élevage de ces espèces |
| 444 | Trota iridea | Préparations de poissons, mollusques et crustacés et techniques particulières d'élevage de ces espèces |
| 445 | Trota marinata di Gallicano | Préparations de poissons, mollusques et crustacés et techniques particulières d'élevage de ces espèces |
| 446 | Miele di acacia toscano | Produits d'origine animale (miel, produits laitiers, à l'exclusion du beurre)                          |
| 447 | Miele di castagno toscano | Produits d'origine animale (miel, produits laitiers, à l'exclusion du beurre)                          |
| 448 | Miele di melata di abete toscano, manna d'abete                                                                                              | Produits d'origine animale (miel, produits laitiers, à l'exclusion du beurre)                          |
| 449 | Miele di particolari essenze floreali | Produits d'origine animale (miel, produits laitiers, à l'exclusion du beurre)                          |
| 450 | Miele di spiaggia del Parco di Migliarino-San Rossore, miele di spiaggia del litorale pisano                                                 | Produits d'origine animale (miel, produits laitiers, à l'exclusion du beurre)                          |
| 451 | Miele millefiori toscano | Produits d'origine animale (miel, produits laitiers, à l'exclusion du beurre)                          |
| 452 | Nettare di Capraia, miele di Capraia | Produits d'origine animale (miel, produits laitiers, à l'exclusion du beurre)                          |
| 453 | Pappa reale | Produits d'origine animale (miel, produits laitiers, à l'exclusion du beurre)                          |
| 454 | Pappa reale in cellette | Produits d'origine animale (miel, produits laitiers, à l'exclusion du beurre)                          |
| 455 | Polline | Produits d'origine animale (miel, produits laitiers, à l'exclusion du beurre)                          |
| 456 | Propoli toscano | Produits d'origine animale (miel, produits laitiers, à l'exclusion du beurre)                          |